# Trachyzulpha annulifera
Trachyzulpha annulifera är en insektsart som beskrevs av George Clifford Carl 1914. Trachyzulpha annulifera ingår i släktet Trachyzulpha och familjen vårtbitare. Inga underarter finns listade i Catalogue of Life.